# NGC 4421
NGC 4421 is een balkspiraalstelsel in het sterrenbeeld Hoofdhaar. Het hemelobject ligt 89,6 miljoen lichtjaar van de Aarde verwijderd en werd op 21 maart 1784 ontdekt door de Duits-Britse astronoom William Herschel.

## Synoniemen
- UGC 7554
- MCG 3-32-39
- ZWG 99.55
- VCC 966
- PGC 40785